# Верона Пут
Верона Поот (Verona Pooth, урождённая Verona Feldbusch, род. 30 апреля 1968 года в Ла-Пасе, Боливия) — немецкая телеведущая, победительница конкурса красоты и актриса. В 1993 году она завоевала титулы «Мисс Германия» и «Мисс Интерконтиненталь» и представляла Германию на конкурсе Мисс Вселенная 1993.

Она дважды получила немецкий медиаприз «Бэмби»: в 2004 и 2006 годах.

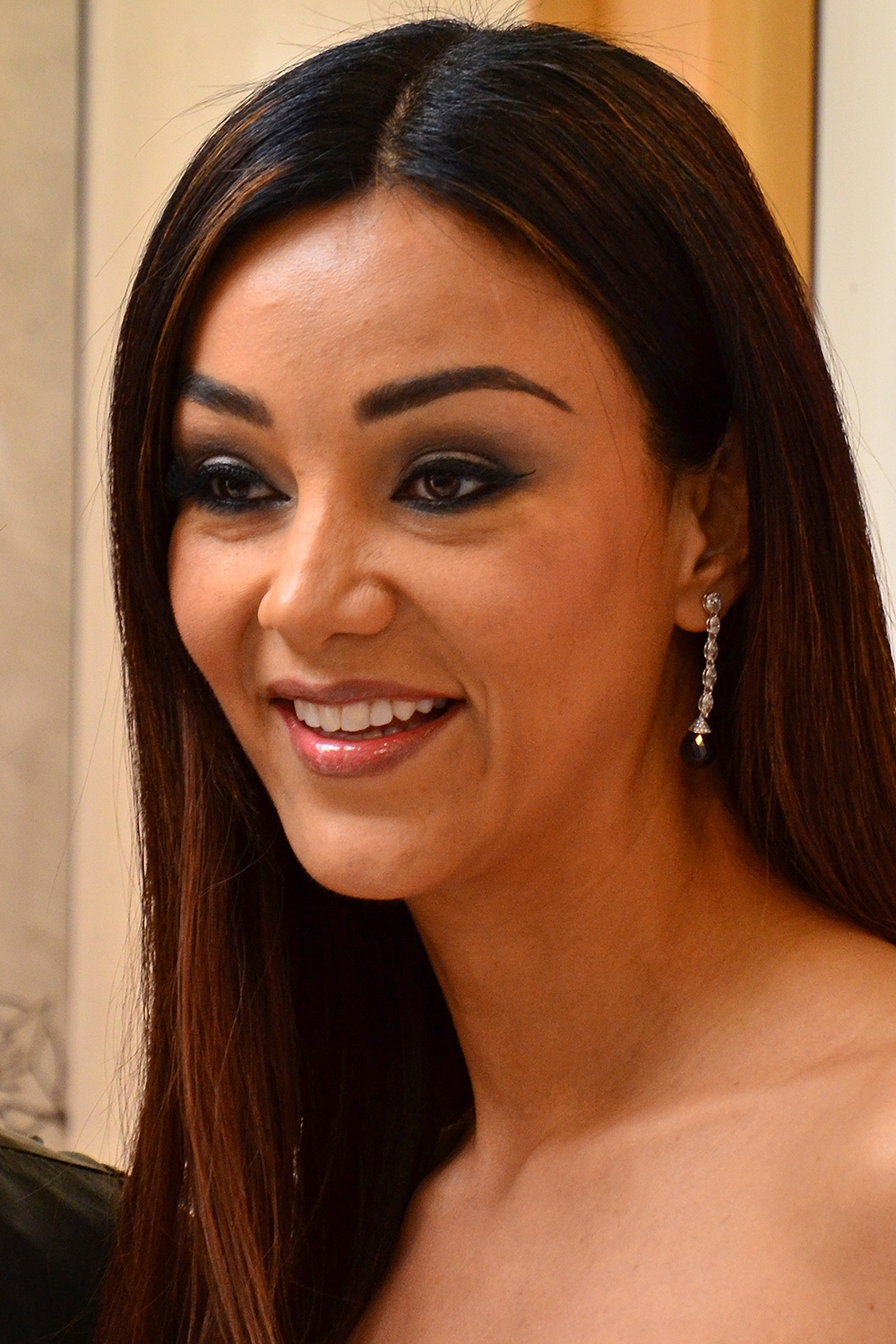
Верона Поот в 2013 году

## Личная жизнь
- Была замужем за Дитером Боленом из Modern Talking.
- В 2004 году она вышла замуж за Франьо Поота, немецкого предпринимателя.
- У них — два сына:
  - Сан-Диего и Рокко Эрнесто.